# 箐口彝族仡佬族布依族乡
箐口彝族仡佬族布依族乡，是中华人民共和国贵州省六盤水市六枝特区一个已撤销的民族乡。
2015年3月27日，贵州省人民政府批复同意六枝特区乡镇行政区划调整，撤销箐口彝族仡佬族布依族乡，将其所辖行政区域划归关寨镇。